# 道教教职人员证
道教教职人员证又称道士证，是由中国国家宗教事务局监制、中国道教协会统一印制、省级宗教事务部门备案颁发的道教教职人员身份证明，分为全真派（需冠巾）和正一派（需传度）。